# La Ferté-Chevresis
La Ferté-Chevresis és un municipi francès situat al departament de l'Aisne i a la regió dels Alts de França. L'any 2007 tenia 590 habitants.

## Demografia

### Població
El 2007 la població de fet de La Ferté-Chevresis era de 590 persones. Hi havia 232 famílies de les quals 64 eren unipersonals (44 homes vivint sols i 20 dones vivint soles), 68 parelles sense fills, 84 parelles amb fills i 16 famílies monoparentals amb fills.
La població ha evolucionat segons el següent gràfic:
Habitants censats

### Habitatges
El 2007 hi havia 276 habitatges, 237 eren l'habitatge principal de la família, 15 eren segones residències i 23 estaven desocupats. 271 eren cases i 5 eren apartaments. Dels 237 habitatges principals, 209 estaven ocupats pels seus propietaris, 21 estaven llogats i ocupats pels llogaters i 8 estaven cedits a títol gratuït; 1 tenia una cambra, 10 en tenien dues, 30 en tenien tres, 59 en tenien quatre i 138 en tenien cinc o més. 167 habitatges disposaven pel capbaix d'una plaça de pàrquing. A 101 habitatges hi havia un automòbil i a 102 n'hi havia dos o més.

### Piràmide de població
La piràmide de població per edats i sexe el 2009 era:
| Homes | Edats   | Dones |
| ----- | ------- | ----- |
| 0     | 95 o +  | 8     |
| 4     | 90 a 94 | 4     |
| 4     | 85 a 89 | 8     |
| 0     | 80 a 84 | 8     |
| 8     | 75 a 79 | 28    |
| 8     | 70 a 74 | 16    |
| 16    | 65 a 69 | 8     |
| 20    | 60 a 64 | 12    |
| 4     | 55 a 59 | 8     |
| 16    | 50 a 54 | 32    |
| 28    | 45 a 49 | 16    |
| 20    | 40 a 44 | 16    |
| 28    | 35 a 39 | 28    |
| 20    | 30 a 34 | 12    |
| 20    | 25 a 29 | 12    |
| 28    | 20 a 24 | 16    |
| 16    | 15 a 19 | 20    |
| 40    | 10 a 14 | 8     |
| 0     | 5 a 9   | 12    |
| 8     | 0 a 4   | 8     |

## Economia
El 2007 la població en edat de treballar era de 377 persones, 269 eren actives i 108 eren inactives. De les 269 persones actives 228 estaven ocupades (133 homes i 95 dones) i 41 estaven aturades (23 homes i 18 dones). De les 108 persones inactives 39 estaven jubilades, 17 estaven estudiant i 52 estaven classificades com a «altres inactius».

### Ingressos
El 2009 a La Ferté-Chevresis hi havia 240 unitats fiscals que integraven 595 persones, la mediana anual d'ingressos fiscals per persona era de 15.538 €.

### Activitats econòmiques
Dels 14 establiments que hi havia el 2007, 1 era d'una empresa extractiva, 1 d'una empresa alimentària, 2 d'empreses de comerç i reparació d'automòbils, 1 d'una empresa d'hostatgeria i restauració, 3 d'empreses financeres, 3 d'empreses immobiliàries, 1 d'una empresa de serveis i 2 d'entitats de l'administració pública.
L'únic servei als particulars que hi havia el 2009 era una agència immobiliària.
Dels 2 establiments comercials que hi havia el 2009, 1 era una botiga de més de 120 m² i 1 una botiga de menys de 120 m².
L'any 2000 a La Ferté-Chevresis hi havia 20 explotacions agrícoles que ocupaven un total de 1.950 hectàrees.

## Equipaments sanitaris i escolars
El 2009 hi havia una escola elemental integrada dins d'un grup escolar amb les comunes properes formant una escola dispersa.

## Poblacions més properes
El següent diagrama mostra les poblacions més properes.